# Vicia sativa subsp. amphicarpa
Vicia sativa subsp. amphicarpa  es una subespecie de la especie Vicia sativa de la familia de las fabáceas.

## Descripción
Vicia sativa subsp. amphicarpa es una planta herbácea anual, trepadora. Con tallos subterráneos con flores cleistógamas, a veces sin flores casmógamas. Folíolos de 12-20 x 2,5-7 mm, elípticos o lineares, e subagudos a escotados, mucronados o apiculados. Flores casmógamas de 10-18 mm. Dientes del cáliz de 3-6 mm, más cortos que el tubo. Corola rojo-purpúrea cuando seca. Legumbres subterráneas de menos de 10 mm, generalmente monospermas. Legumbres aéreas de 40-45 x 5-6 mm, no marcadamente comprimida entre las semillas, pardo oscuras, generalmente glabras. Semillas de 3-4 mm.

## Taxonomía
Vicia sativa subsp. amphicarpa fue descrita por (Dorthes) Asch. y publicado en Sp. Pl. ed. 2: 1030 (1763)
Citología
Número de cromosomas de Vicia amphicarpa (Fam. Leguminosae) y táxones infraespecíficos:
2n=14
Etimología
Vicia: nombre genérico que deriva del griego bíkion, bíkos, latinizado vicia, vicium = la veza o arveja (Vicia sativa L., principalmente).
sativa: epíteto latino que significa "cultivada".
amphicarpa: epíteto latino que significa "semillas de todas partes".
Sinonimia
- Vicia amphicarpa Dorthes
- Vicia amphicarpa L.
- Vicia angustifolia var. amphicarpa (Dorthes) Boiss.
- Vicia subterranea Dorthes[7][8]